# Orquesta Sinfónica de Utah
La Orquesta Sinfónica de Utah (en inglés: Utah Symphony) es una orquesta estadounidense con sede en Salt Lake City, Utah, que fue fundada en 1940. Su sala de conciertos habitual es el Abravanel Hall.

## Historia
El primer intento de crear una orquesta sinfónica en la zona de Utah se produjo en 1892, cuatro años antes de que Utah obtuviera la condición de estado. Se creó la Sinfónica de Salt Lake, que no debe confundirse con la moderna Sinfónica de Salt Lake, y sólo ofreció un concierto antes de disolverse. La Sinfónica de Salt Lake se formó en 1902 y existió hasta 1911. La Filarmónica de Salt Lake estuvo activa desde 1913 hasta 1925. La organización de una sinfónica con "Utah" en su nombre comenzó durante la Gran Depresión como parte del Proyecto Federal de Música, un programa de ayuda al empleo que formaba parte del Proyecto Federal Número Uno, que a su vez era una rama de la Works Progress Administration. El proyecto contrató a Reginald Beales para crear un conjunto musical en Utah. Formó la Utah State Sinfonietta con un núcleo de cinco miembros. El grupo creció rápidamente y realizó numerosas giras, presentando conciertos por todo Utah.
En 1940 la financiación federal para proyectos artísticos había cesado, así que los entusiastas locales formaron la Orquesta Sinfónica del Estado de Utah el 4 de abril de 1940, con Fred E. Smith como presidente. Programaron su primer concierto para el 8 de mayo de 1940 y pidieron a Hans Henriot que lo dirigiera. El concierto tuvo tanto éxito que el conjunto ofreció a Henriot un contrato para dirigir la orquesta. El conjunto llegó a contar con 52 músicos a tiempo parcial.
De 1946 a 1947 Werner Janssen asumió la dirección del conjunto, sucediendo a Henriot.
De 1947 a 1979 Maurice Abravanel fue su director musical y contribuyó a que la orquesta llegara a ser reconocida como uno de los principales conjuntos de Estados Unidos. Durante su mandato la orquesta realizó cuatro giras internacionales, publicó más de 100 grabaciones y desarrolló un amplio programa de educación musical. La discografía de esta etapa incluye estrenos de obras de Honegger, Milhaud, Rorem, Satie, Schuman y Varèse. Entre 1963 y 1974 se grabó un ciclo pionero de sinfonías de Mahler que incluía las primeras grabaciones comerciales en estéreo de las Sinfonías n.º 7 y n.º 8. Fue el primer ciclo completo grabado por una orquesta estadounidense con el sello Vanguard. Estas grabaciones fueron galardonadas con la "Medalla de honor Mahler" de la Sociedad Bruckner de América en 1965 y con el premio de la Sociedad Internacional Mahler a la "Mejor grabación Mahler" por la Sinfonía n.º 5 en 1975. Abravanel fue nombrado miembro honorario de la Sociedad Internacional Mahler de Viena en 1966. También destacan otras grabaciones como los ciclos sinfónicos de Brahms y Sibelius, así como toda la obra orquestal de Chaikovski.

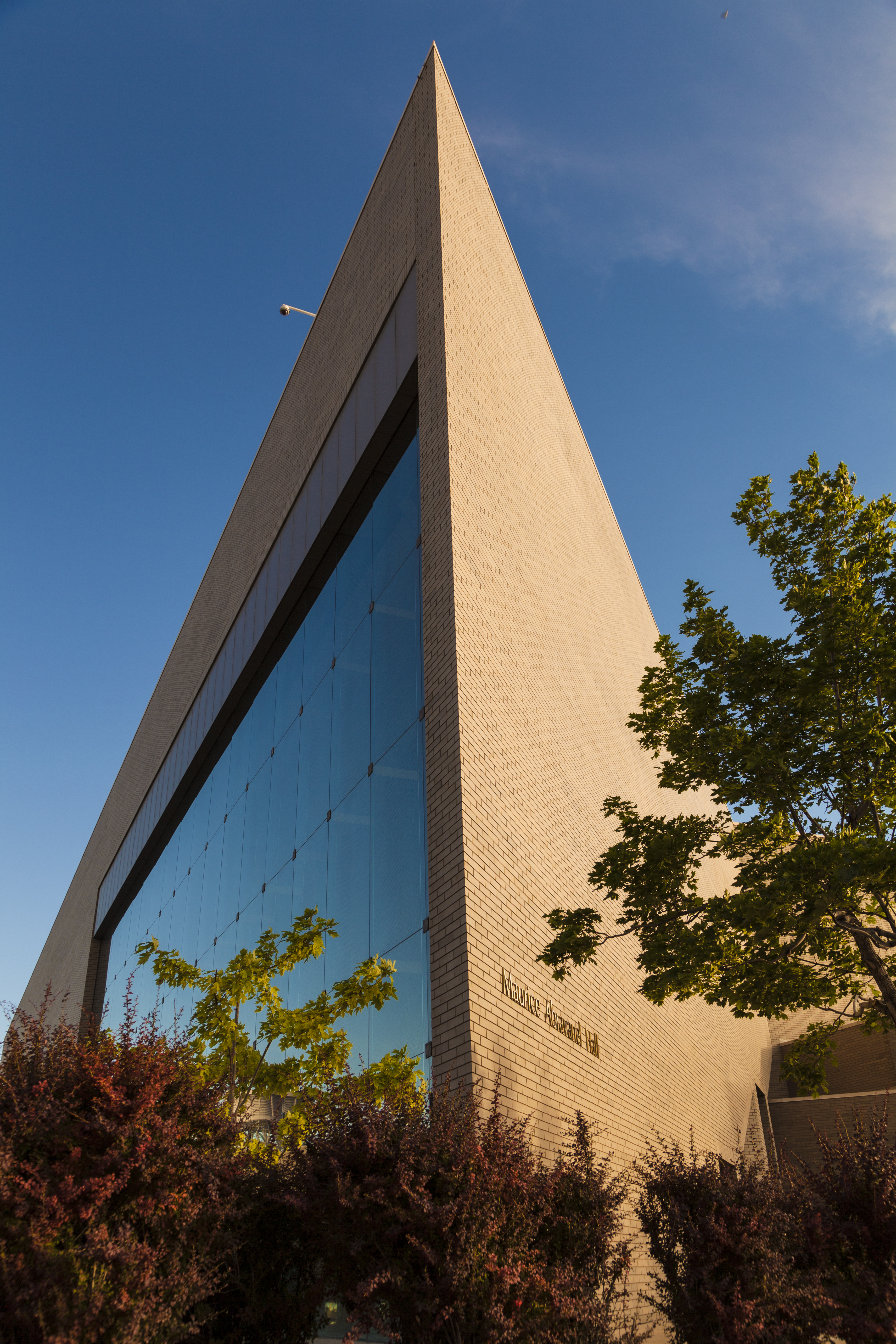
Abravanel Hall.

Las giras fueron un importante legado de Abravanel a la orquesta. Entre 1966 y 1977 viajaron por 16 países de Europa, Gran Bretaña, Centroamérica y Sudamérica, y actuaron en el Festival de Atenas en 1966 y en 1977, el Festival de Berlín en 1966 y el primer Brucknerfest en Linz en 1977.  En Estados Unidos, actuó en el Carnegie Hall en 1966, 1971 y 1975, y debutó en el Centro Kennedy en 1975. Numerosas giras nacionales llevaron a la orquesta por todo el país, incluyendo actuaciones en los estados del Medio Oeste y las Grandes Llanuras, las Islas Vírgenes y Hawai y las principales ciudades de la costa oeste. Ya en 1947 sus giras regionales y programas educativos habían suscitado suficiente interés nacional como para aparecer en The New York Times. Durante el mandato de Abravanel, el programa de educación musical fue uno de los más amplios de la región. Se ofrecieron conciertos didácticos en giras por el Región Intermontañosa del Oeste y en Salt Lake Valley, enriqueciendo la vida de generaciones de escolares. Por su trabajo con la Sinfónica de Utah, Abravanel recibió la "Medalla Nacional de las Artes" de manos del presidente George H. W. Bush en 1991.
Además de sus conciertos de abono en Salt Lake City, la orquesta viaja por el Oeste Intermontañoso atendiendo a comunidades de todo Utah. La orquesta acompaña a la Ópera de Utah desde su creación en 1978 en cuatro producciones al año en el Teatro Capitol de Salt Lake. Tanto la Sinfónica como la Ópera de Utah tienen una residencia de verano en el Festival de música de Deer Valley, localizado en Park City, Utah. La orquesta recibe financiación de la Legislatura del Estado de Utah para conciertos educativos. La orquesta tiene una división en el Valle de Utah que tiene su sede en el Centro Noorda de Artes Escénicas de la Universidad del Valle de Utah, en Orem.

## Directores
- 1940–1945 Hans Henriot
- 1946–1947 Werner Janssen
- 1947–1979 Maurice Abravanel
- 1980–1983 Varujan Kojian
- 1983–1998 Joseph Silverstein
- 1998–2009 Keith Lockhart
- 2009–2023 Thierry Fischer
- Markus Poschner (designate, effective autumn 2027)